# Pilosella iserana
Pilosella iserana — вид рослин із родини айстрових (Asteraceae).

## Біоморфологічна характеристика
Багаторічна розкидана волосиста трав'яниста рослина з наземною розеткою листя. Стебло пряме, зазвичай 15–30 см завдовжки, просте, знизу до вставки нижнього стеблового листка з численними рівномірними простими волосками й від розкиданих до численних зірчастих волосків. Листки цільні, волосисті, іноді з ізольованими залозками, яскраво-зелені, листки наземна розетка в кількості 4–8, на ніжці, пластина розміром 6.5–9.0 × 1.2–2.0 см, від обернено-ланцетної чи довгасто-ланцетної до обернено-яйцеподібної, закруглена на верхівці; стеблові листки найчастіше в кількості 1–2, нижній листок сидячий, від довгасто-ланцетного до довгасто-ланцетного, верхній листок (якщо розвинений) дрібний, лінійний. Обгортка чорно-зелена, циліндрично-яйцювата, 7–9 мм завдовжки, її листочки лінійно-ланцетні, тупозагострені на верхівці, волосисті й залозисті. Квітки язичкові з язичковою ділянкою, до 10 мм завдовжки, жовті, язички крайових квіток зовні часто червоно поздовжньо смугасті. Плід — коричнево-чорна сім'янка. Цвіте в червні й липні.

## Середовище проживання
Зростає у Європі (Німеччина, Польща, Чехія, Словаччина, Латвія, Литва, Білорусь, Україна, євр. Росія). Зростає на луках й на узбіччях доріг на свіжозволожених, рідко більш сухих, кислих чи слабокислих, переважно бідних поживними речовинами ґрунтах.